# Liste des chapelles du Pas-de-Calais
La liste des chapelles du Pas-de-Calais présente les chapelles de culte catholique situées sur le territoire des communes du départements français du Pas-de-Calais.
Il est fait état des diverses protections dont elles peuvent bénéficier, et notamment les inscriptions et classements au titre des monuments historiques.
Toutes sont situées dans le diocèse d'Arras.

## Liste
| Chapelle                                                                                    | Commune                     | Adresse | Coordonnées                      | Notice         | Protection | Date | Illustration                                                               |
| ------------------------------------------------------------------------------------------- | --------------------------- | ------- | -------------------------------- | -------------- | ---------- | ---- | -------------------------------------------------------------------------- |
| Chapelle d'Acq                                                                              | Acq                         |         | 50° 20′ 52″ nord, 2° 39′ 03″ est |                |            |      | Image manquante Téléverser                                                 |
| Chapelle de l'hospice Beaudelle                                                             | Aire-sur-la-Lys             |         | 50° 38′ 29″ nord, 2° 23′ 54″ est | « PA62000051 » |            |      | Chapelle de l'hospice Beaudelle                                            |
| Chapelle Saint-Germain d'Aix-Noulette                                                       | Aix-Noulette                |         | 50° 24′ 57″ nord, 2° 43′ 13″ est |                |            |      | Image manquante Téléverser                                                 |
| Chapelle Notre-Dame-de-Lourdes d'Allouagne                                                  | Allouagne                   |         | 50° 31′ 48″ nord, 2° 30′ 26″ est |                |            |      | Chapelle Notre-Dame-de-Lourdes d'Allouagne                                 |
| Chapelle Saint-Pierre d'Ambleteuse                                                          | Ambleteuse                  |         | 50° 48′ 29″ nord, 1° 36′ 17″ est |                |            |      | Image manquante Téléverser                                                 |
| Chapelle des Carmes d'Ardres                                                                | Ardres                      |         | 50° 51′ 14″ nord, 1° 58′ 39″ est | « PA00107958 » |            |      | Chapelle des Carmes d'Ardres                                               |
| Chapelle Notre-Dame-de-Tongres d'Arleux-en-Gohelle                                          | Arleux-en-Gohelle           |         | 50° 21′ 40″ nord, 2° 52′ 06″ est |                |            |      | Image manquante Téléverser                                                 |
| Chapelle des Chariottes                                                                     | Arras                       |         | 50° 17′ 37″ nord, 2° 46′ 33″ est | « PA00107965 » |            |      | Chapelle des Chariottes                                                    |
| Chapelle de l'hôpital d'Arras                                                               | Arras                       |         | 50° 17′ 48″ nord, 2° 45′ 18″ est |                |            |      | Image manquante Téléverser                                                 |
| Chapelle des Augustines de Notre-Dame de Paris d'Arras                                      | Arras                       |         | 50° 17′ 21″ nord, 2° 46′ 50″ est |                |            |      | Image manquante Téléverser                                                 |
| Chapelle Saint-Louis d'Arras                                                                | Arras                       |         | 50° 17′ 01″ nord, 2° 45′ 34″ est |                |            |      | Chapelle Saint-Louis d'Arras                                               |
| Chapelle Notre-Dame d'Auxi-le-Château                                                       | Auxi-le-Château             |         | à géolocaliser                   |                |            |      | Image manquante Téléverser                                                 |
| Chapelle Notre-Dame-de-Pitié d'Avesnes-lès-Bapaume                                          | Avesnes-lès-Bapaume         |         | 50° 06′ 22″ nord, 2° 51′ 16″ est |                |            |      | Chapelle Notre-Dame-de-Pitié d'Avesnes-lès-Bapaume                         |
| Chapelle Sainte-Rita de Ligny-Thilloy                                                       | Avesnes-lès-Bapaume         |         | 50° 05′ 33″ nord, 2° 50′ 07″ est |                |            |      | Image manquante Téléverser                                                 |
| Chapelle du parc du chemin de croix de Balinghem                                            | Balinghem                   |         | 50° 51′ 28″ nord, 1° 56′ 24″ est |                |            |      | Chapelle du parc du chemin de croix de Balinghem                           |
| Chapelle de Baralle                                                                         | Baralle                     |         | 50° 12′ 36″ nord, 3° 03′ 13″ est |                |            |      | Chapelle de Baralle                                                        |
| Chapelle Sainte-Barbe de Barastre                                                           | Barastre                    |         | 50° 04′ 19″ nord, 2° 55′ 49″ est |                |            |      | Image manquante Téléverser                                                 |
| Chapelle polonaise du Sacré-Cœur de Barlin                                                  | Barlin                      |         | 50° 27′ 20″ nord, 2° 37′ 02″ est |                |            |      | Image manquante Téléverser                                                 |
| Chapelle castrale de Barly                                                                  | Barly                       |         | 50° 15′ 00″ nord, 2° 33′ 02″ est |                |            |      | Image manquante Téléverser                                                 |
| Chapelle Notre-Dame-de-Lourdes de Bavincourt                                                | Bavincourt                  |         | 50° 12′ 47″ nord, 2° 32′ 38″ est | « PA62000032 » |            |      | Image manquante Téléverser                                                 |
| Chapelle Notre-Dame de Beauvoir-Wavans                                                      | Beauvoir-Wavans             |         | 50° 13′ 04″ nord, 2° 10′ 20″ est |                |            |      | Image manquante Téléverser                                                 |
| Chapelle Notre-Dame de Lourdes d'Inghem                                                     | Bellinghem                  |         | 50° 40′ 18″ nord, 2° 14′ 35″ est |                |            |      | Chapelle Notre-Dame de Lourdes d'Inghem                                    |
| Chapelle de l'hôpital Cazin de Berck                                                        | Berck                       |         | 50° 24′ 47″ nord, 1° 33′ 48″ est |                |            |      | Chapelle de l'hôpital Cazin de Berck                                       |
| Chapelle de l'hôpital maritime de Berck                                                     | Berck                       |         | 50° 24′ 47″ nord, 1° 33′ 48″ est |                |            |      | Chapelle de l'hôpital maritime de Berck                                    |
| Chapelle de Jésus-Flagellé du Cauroy                                                        | Berlencourt-le-Cauroy       |         | 50° 16′ 08″ nord, 2° 25′ 32″ est |                |            |      | Image manquante Téléverser                                                 |
| Chapelle Notre-Dame-du-Mont-Carmel de Bertincourt                                           | Bertincourt                 |         | 50° 04′ 53″ nord, 2° 58′ 38″ est |                |            |      | Image manquante Téléverser                                                 |
| Chapelle Notre-Dame-de-Liesse de Bertincourt                                                | Bertincourt                 |         | 50° 05′ 01″ nord, 2° 59′ 09″ est |                |            |      | Chapelle Notre-Dame-de-Liesse de Bertincourt                               |
| Chapelle Notre-Dame de Bon Secours de Beugnâtre                                             | Beugnâtre                   |         | 50° 07′ 41″ nord, 2° 52′ 27″ est |                |            |      | Image manquante Téléverser                                                 |
| Chapelle Saint-Éloi de Beuvry                                                               | Beuvry                      |         | 50° 31′ 24″ nord, 2° 39′ 46″ est |                |            |      | Chapelle Saint-Éloi de Beuvry                                              |
| Chapelle de Billy-Berclau                                                                   | Billy-Berclau               |         | 50° 31′ 02″ nord, 2° 51′ 54″ est |                |            |      | Image manquante Téléverser                                                 |
| Chapelle Sainte-Soyecques de Blancbourg                                                     | Blendecques                 |         | 50° 43′ 01″ nord, 2° 17′ 42″ est |                |            |      | Image manquante Téléverser                                                 |
| Chapelle Neuville de Blendecques                                                            | Blendecques                 |         | 50° 43′ 23″ nord, 2° 16′ 54″ est |                |            |      | Image manquante Téléverser                                                 |
| Chapelle Sainte-Emme de Blingel                                                             | Blingel                     |         | 50° 24′ 45″ nord, 2° 09′ 23″ est |                |            |      | Image manquante Téléverser                                                 |
| Chapelle Notre-Dame-de-la-Salette de Boisleux-Saint-Marc                                    | Boisleux-Saint-Marc         |         | 50° 12′ 44″ nord, 2° 47′ 35″ est |                |            |      | Image manquante Téléverser                                                 |
| Chapelle du Saint-Sang                                                                      | Boulogne-sur-Mer            |         | 50° 42′ 47″ nord, 1° 36′ 51″ est | « PA00108458 » |            |      | Chapelle du Saint-Sang                                                     |
| Chapelle de Bourecq                                                                         | Bourecq                     |         | 50° 34′ 15″ nord, 2° 26′ 01″ est |                |            |      | Chapelle de Bourecq                                                        |
| Chapelle Notre-Dame-du-Bon-Secours de Bouret-sur-Canche                                     | Bouret-sur-Canche           |         | 50° 16′ 21″ nord, 2° 19′ 28″ est |                |            |      | Image manquante Téléverser                                                 |
| Chapelle Sainte-Martine des Trois-Marquets                                                  | Bourthes                    |         | 50° 37′ 38″ nord, 1° 55′ 46″ est |                |            |      | Image manquante Téléverser                                                 |
| Chapelle Sainte-Marthe du Catelet                                                           | Bourthes                    |         | 50° 35′ 41″ nord, 1° 55′ 59″ est |                |            |      | Chapelle Sainte-Marthe du Catelet                                          |
| Chapelle Sainte-Thérèse de Marqueffles                                                      | Bouvigny-Boyeffles          |         | 50° 25′ 02″ nord, 2° 41′ 05″ est |                |            |      | Image manquante Téléverser                                                 |
| Chapelle de Boyelles                                                                        | Boyelles                    |         | 50° 12′ 17″ nord, 2° 48′ 50″ est |                |            |      | Chapelle de Boyelles                                                       |
| Chapelle Sainte-Barbe de Bruay-la-Buissière                                                 | Bruay-la-Buissière          |         | 50° 28′ 57″ nord, 2° 32′ 51″ est |                |            |      | Chapelle Sainte-Barbe de Bruay-la-Buissière                                |
| Chapelle du Sacré-Cœur dite chapelle polonaise de Bruay-la-Buissière                        | Bruay-la-Buissière          |         | 50° 28′ 07″ nord, 2° 32′ 53″ est |                |            |      | Image manquante Téléverser                                                 |
| Chapelle polonaise de la Divine-Providence dite de la Tour de Lambres de Bruay-la-Buissière | Bruay-la-Buissière          |         | 50° 29′ 09″ nord, 2° 32′ 37″ est |                |            |      | Image manquante Téléverser                                                 |
| Chapelle de Bully-les-Mines                                                                 | Bully-les-Mines             |         | 50° 26′ 36″ nord, 2° 43′ 08″ est |                |            |      | Chapelle de Bully-les-Mines                                                |
| Chapelle de la Sainte-Famille de Bus                                                        | Bus                         |         | 50° 03′ 48″ nord, 2° 57′ 57″ est |                |            |      | Image manquante Téléverser                                                 |
| Chapelle Saint-Fiacre de Bus                                                                | Bus                         |         | 50° 03′ 54″ nord, 2° 57′ 32″ est |                |            |      | Image manquante Téléverser                                                 |
| Chapelle du château du Quesnoy                                                              | Busnes                      |         | 50° 34′ 43″ nord, 2° 31′ 43″ est |                |            |      | Chapelle du château du Quesnoy                                             |
| Chapelle Saint-Druon de Bénifontaine                                                        | Bénifontaine                |         | 50° 29′ 15″ nord, 2° 49′ 49″ est |                |            |      | Image manquante Téléverser                                                 |
| Chapelle Saint-Pry de Béthune                                                               | Béthune                     |         | 50° 31′ 44″ nord, 2° 38′ 10″ est |                |            |      | Chapelle Saint-Pry de Béthune                                              |
| Chapelle du Sacré-Cœur de Calonne-sur-la-Lys                                                | Calonne-sur-la-Lys          |         | 50° 37′ 19″ nord, 2° 37′ 05″ est |                |            |      | Chapelle du Sacré-Cœur de Calonne-sur-la-Lys                               |
| Chapelle de la Sainte-Famille de Calonne-sur-la-Lys                                         | Calonne-sur-la-Lys          |         | 50° 37′ 22″ nord, 2° 36′ 46″ est |                |            |      | Image manquante Téléverser                                                 |
| Chapelle Saint-Liévin de Calonne-sur-la-Lys                                                 | Calonne-sur-la-Lys          |         | 50° 37′ 21″ nord, 2° 36′ 39″ est |                |            |      | Image manquante Téléverser                                                 |
| Chapelle Notre-Dame-de-Pitié de Camblain-l'Abbé                                             | Camblain-l'Abbé             |         | 50° 22′ 15″ nord, 2° 38′ 07″ est |                |            |      | Image manquante Téléverser                                                 |
| Chapelle Saint-Félicien de Sainte-Cécile Plage                                              | Camiers                     |         | 50° 34′ 27″ nord, 1° 34′ 48″ est |                |            |      | Image manquante Téléverser                                                 |
| Chapelle Notre-Dame-de-Lourdes de la cité Saint-Paul de Carvin                              | Carvin                      |         | 50° 28′ 22″ nord, 2° 55′ 41″ est | « IA62001271 » |            |      | Chapelle Notre-Dame-de-Lourdes de la cité Saint-Paul de Carvin             |
| Chapelle Sainte-Barbe de Carvin                                                             | Carvin                      |         | 50° 29′ 27″ nord, 2° 58′ 48″ est |                |            |      | Chapelle Sainte-Barbe de Carvin                                            |
| Chapelle Sainte-Reine de Caumont                                                            | Caumont                     |         | 50° 17′ 34″ nord, 2° 01′ 29″ est |                |            |      | Image manquante Téléverser                                                 |
| Chapelle Saint-Bernard, alumnat des Assomptionnistes de Clairmarais                         | Clairmarais                 |         | 50° 46′ 36″ nord, 2° 20′ 43″ est |                |            |      | Chapelle Saint-Bernard, alumnat des Assomptionnistes de Clairmarais        |
| Chapelle Sainte-Thérèse d'Audenfort                                                         | Clerques                    |         | 50° 47′ 00″ nord, 1° 58′ 17″ est |                |            |      | Chapelle Sainte-Thérèse d'Audenfort                                        |
| Chapelle du cimetière de Couin                                                              | Couin                       |         | 50° 07′ 48″ nord, 2° 31′ 37″ est |                |            |      | Chapelle du cimetière de Couin                                             |
| Chapelle Sainte-Thérèse-de-l'Enfant-Jésus de Courrières                                     | Courrières                  |         | 50° 27′ 14″ nord, 2° 56′ 42″ est |                |            |      | Chapelle Sainte-Thérèse-de-l'Enfant-Jésus de Courrières                    |
| Chapelle Notre-Dame de Trépied                                                              | Cucq                        |         | 50° 30′ 00″ nord, 1° 37′ 38″ est |                |            |      | Chapelle Notre-Dame de Trépied                                             |
| Chapelle polonaise Stella Maris de Stella-Plage                                             | Cucq                        |         | 50° 28′ 45″ nord, 1° 36′ 32″ est |                |            |      | Image manquante Téléverser                                                 |
| Chapelle Saint-Antoine-de-Padoue de Desvres                                                 | Desvres                     |         | 50° 40′ 14″ nord, 1° 50′ 21″ est |                |            |      | Image manquante Téléverser                                                 |
| Chapelle Notre-Dame-de-Lourdes d'Embry                                                      | Embry                       |         | 50° 29′ 27″ nord, 1° 58′ 23″ est |                |            |      | Image manquante Téléverser                                                 |
| Chapelle Notre-Dame-de-Lourdes d'Escœuilles                                                 | Escœuilles                  |         | 50° 43′ 36″ nord, 1° 55′ 31″ est |                |            |      | Chapelle Notre-Dame-de-Lourdes d'Escœuilles                                |
| Chapelle du Sacré-Coeur de Fampoux                                                          | Fampoux                     |         | 50° 18′ 08″ nord, 2° 52′ 05″ est |                |            |      | Chapelle du Sacré-Coeur de Fampoux                                         |
| Chapelle de Favreuil                                                                        | Favreuil                    |         | à géolocaliser                   |                |            |      | Chapelle de Favreuil                                                       |
| Chapelle Saint-Pierre de Pippemont                                                          | Febvin-Palfart              |         | 50° 33′ 23″ nord, 2° 18′ 19″ est |                |            |      | Chapelle Saint-Pierre de Pippemont                                         |
| Chapelle Notre-Dame-du-Mont-Carmel de Fillièvres                                            | Fillièvres                  |         | 50° 19′ 10″ nord, 2° 09′ 52″ est |                |            |      | Image manquante Téléverser                                                 |
| Chapelle Notre-Dame-d'Espérance de Fillièvres                                               | Fillièvres                  |         | 50° 18′ 55″ nord, 2° 09′ 17″ est |                |            |      | Image manquante Téléverser                                                 |
| Chapelle Notre-Dame-de-Bonne-Foi de Fillièvres                                              | Fillièvres                  |         | 50° 19′ 32″ nord, 2° 09′ 11″ est |                |            |      | Image manquante Téléverser                                                 |
| Chapelle Notre-Dame-de-Bonne-Mort de Fortel-en-Artois                                       | Fortel-en-Artois            |         | 50° 15′ 25″ nord, 2° 13′ 46″ est |                |            |      | Image manquante Téléverser                                                 |
| Chapelle de Fouquières-lès-Béthune                                                          | Fouquières-lès-Béthune      |         | 50° 30′ 59″ nord, 2° 36′ 40″ est |                |            |      | Chapelle de Fouquières-lès-Béthune                                         |
| Chapelle Sainte-Cécile de Fouquières-lès-Lens                                               | Fouquières-lès-Lens         |         | 50° 25′ 53″ nord, 2° 53′ 59″ est | « IA62001284 » |            |      | Chapelle Sainte-Cécile de Fouquières-lès-Lens                              |
| Chapelle du château d'Olhain                                                                | Fresnicourt-le-Dolmen       |         | à géolocaliser                   |                |            |      | Image manquante Téléverser                                                 |
| Chapelle funéraire de Frémicourt                                                            | Frémicourt                  |         | 50° 06′ 40″ nord, 2° 54′ 12″ est |                |            |      | Chapelle funéraire de Frémicourt                                           |
| Chapelle Notre-Dame-de-la-Route de Gonnehem                                                 | Gonnehem                    |         | 50° 33′ 46″ nord, 2° 34′ 17″ est |                |            |      | Image manquante Téléverser                                                 |
| Chapelle Sainte-Marie-Thérèse-Bernard de Saint-Joseph-Village                               | Guînes                      |         | 50° 52′ 48″ nord, 1° 54′ 42″ est |                |            |      | Image manquante Téléverser                                                 |
| Chapelle Saint-Élie de Cité Saint-Élie                                                      | Haisnes                     |         | 50° 29′ 42″ nord, 2° 48′ 20″ est |                |            |      | Image manquante Téléverser                                                 |
| Chapelle Notre-Dame-de-Bon-Secours de Niembourg                                             | Halinghen                   |         | 50° 36′ 04″ nord, 1° 40′ 48″ est |                |            |      | Image manquante Téléverser                                                 |
| Chapelle Notre-Dame-de-Bon-Secours d'Ham-en-Artois                                          | Ham-en-Artois               |         | 50° 35′ 06″ nord, 2° 26′ 42″ est |                |            |      | Chapelle Notre-Dame-de-Bon-Secours d'Ham-en-Artois                         |
| Chapelle Notre-Dame de Lourdes d'Ham-en-Artois                                              | Ham-en-Artois               |         | 50° 35′ 31″ nord, 2° 27′ 20″ est |                |            |      | Image manquante Téléverser                                                 |
| Chapelle Sainte-Victoire d'Hames-Boucres                                                    | Hames-Boucres               |         | à géolocaliser                   |                |            |      | Image manquante Téléverser                                                 |
| Chapelle Ave-Maria de Haplincourt                                                           | Haplincourt                 |         | 50° 05′ 31″ nord, 2° 55′ 24″ est |                |            |      | Chapelle Ave-Maria de Haplincourt                                          |
| Chapelle Ave-Maria d'Haplincourt                                                            | Haplincourt                 |         | 50° 05′ 14″ nord, 2° 55′ 51″ est |                |            |      | Chapelle Ave-Maria d'Haplincourt                                           |
| Chapelle du couvent de Hardinghen                                                           | Hardinghen                  |         | 50° 47′ 52″ nord, 1° 49′ 26″ est |                |            |      | Image manquante Téléverser                                                 |
| Chapelle du Sacré-Cœur de Harnes                                                            | Harnes                      |         | 50° 26′ 38″ nord, 2° 53′ 14″ est |                |            |      | Chapelle du Sacré-Cœur de Harnes                                           |
| Chapelle Sainte-Anne de Harnes                                                              | Harnes                      |         | 50° 26′ 49″ nord, 2° 54′ 49″ est |                |            |      | Image manquante Téléverser                                                 |
| Chapelle de l'hospice de Hesdin                                                             | Hesdin                      |         | 50° 22′ 26″ nord, 2° 02′ 09″ est |                |            |      | Image manquante Téléverser                                                 |
| Chapelle de Houchin                                                                         | Houchin                     |         | 50° 28′ 58″ nord, 2° 37′ 34″ est |                |            |      | Chapelle de Houchin                                                        |
| Chapelle polonaise Reine-du-Monde de Houdain                                                | Houdain                     |         | 50° 27′ 28″ nord, 2° 33′ 09″ est |                |            |      | Image manquante Téléverser                                                 |
| Chapelle Notre-Dame-de-Boulogne de Hubersent                                                | Hubersent                   |         | 50° 34′ 54″ nord, 1° 43′ 47″ est |                |            |      | Image manquante Téléverser                                                 |
| Chapelle Saint-Joseph de Hénin-Beaumont                                                     | Hénin-Beaumont              |         | 50° 25′ 30″ nord, 2° 56′ 38″ est |                |            |      | Chapelle Saint-Joseph de Hénin-Beaumont                                    |
| Chapelle Sainte-Isbergue d'Isbergues                                                        | Isbergues                   |         | 50° 37′ 15″ nord, 2° 27′ 29″ est |                |            |      | Chapelle Sainte-Isbergue d'Isbergues                                       |
| Chapelle Notre-Dame-des-Affligés d'Isbergues                                                | Isbergues                   |         | 50° 36′ 09″ nord, 2° 28′ 20″ est |                |            |      | Chapelle Notre-Dame-des-Affligés d'Isbergues                               |
| Chapelle de Journy                                                                          | Journy                      |         | 50° 45′ 05″ nord, 2° 01′ 17″ est |                |            |      | Image manquante Téléverser                                                 |
| Chapelle Notre-Dame-des-Sept-Douleurs de La Madelaine-sous-Montreuil                        | La Madelaine-sous-Montreuil |         | 50° 28′ 09″ nord, 1° 44′ 51″ est |                |            |      | Chapelle Notre-Dame-des-Sept-Douleurs de La Madelaine-sous-Montreuil       |
| Chapelle Notre-Dame-de-Lourdes de la Verte Voie                                             | Lacres                      |         | 50° 35′ 56″ nord, 1° 44′ 45″ est |                |            |      | Image manquante Téléverser                                                 |
| Chapelle désacralisée de Lambres                                                            | Lambres                     |         | 50° 37′ 26″ nord, 2° 25′ 22″ est |                |            |      | Image manquante Téléverser                                                 |
| Chapelle Notre-Dame-de-Consolation du Souich                                                | Le Souich                   |         | 50° 13′ 18″ nord, 2° 22′ 23″ est |                |            |      | Image manquante Téléverser                                                 |
| Chapelle Saint-André de Paris-Plage                                                         | Le Touquet-Paris-Plage      |         | 50° 31′ 20″ nord, 1° 35′ 01″ est |                |            |      | Chapelle Saint-André de Paris-Plage                                        |
| Chapelle Saint-Hubert de Haut de Lebiez                                                     | Lebiez                      |         | 50° 27′ 43″ nord, 1° 59′ 10″ est |                |            |      | Image manquante Téléverser                                                 |
| Chapelle Royaux de Leforest                                                                 | Leforest                    |         | 50° 26′ 06″ nord, 3° 03′ 29″ est |                |            |      | Image manquante Téléverser                                                 |
| Chapelle Sainte-Thérèse dite chapelle du 14 de Lens                                         | Lens                        |         | 50° 26′ 39″ nord, 2° 49′ 11″ est |                |            |      | Chapelle Sainte-Thérèse dite chapelle du 14 de Lens                        |
| Chapelle Notre-Dame-des-Affligés de Lespesses                                               | Lespesses                   |         | 50° 33′ 55″ nord, 2° 25′ 21″ est |                |            |      | Chapelle Notre-Dame-des-Affligés de Lespesses                              |
| Chapelle Notre-Dame-de-Fatima de Leulinghen-Bernes                                          | Leulinghen-Bernes           |         | 50° 49′ 48″ nord, 1° 43′ 03″ est |                |            |      | Chapelle Notre-Dame-de-Fatima de Leulinghen-Bernes                         |
| Chapelle Sainte-Barbe de Ligny-Thilloy                                                      | Ligny-Thilloy               |         | 50° 05′ 19″ nord, 2° 49′ 59″ est |                |            |      | Image manquante Téléverser                                                 |
| Chapelle de la Miséricorde de Lillers                                                       | Lillers                     |         | 50° 33′ 51″ nord, 2° 28′ 50″ est | « PA00108333 » |            |      | Chapelle de la Miséricorde de Lillers                                      |
| Chapelle du Sacré-Cœur de Liévin                                                            | Liévin                      |         | 50° 25′ 52″ nord, 2° 45′ 30″ est |                |            |      | Chapelle du Sacré-Cœur de Liévin                                           |
| Chapelle Notre-Dame-de-Lourdes de Liévin                                                    | Liévin                      |         | 50° 26′ 15″ nord, 2° 46′ 33″ est |                |            |      | Chapelle Notre-Dame-de-Lourdes de Liévin                                   |
| Chapelle Sainte-Catherine de Sainte-Catherine (Pas-de-Calais)                               | Longuenesse                 |         | 50° 44′ 26″ nord, 2° 16′ 21″ est |                |            |      | Image manquante Téléverser                                                 |
| Chapelle Sainte-Croix de Longuenesse                                                        | Longuenesse                 |         | 50° 44′ 04″ nord, 2° 15′ 06″ est |                |            |      | Image manquante Téléverser                                                 |
| Chapelle Saint-Pierre de Loos-en-Gohelle                                                    | Loos-en-Gohelle             |         | 50° 26′ 25″ nord, 2° 47′ 18″ est |                |            |      | Chapelle Saint-Pierre de Loos-en-Gohelle                                   |
| Chapelle Notre-Dame-des-Sept-Douleurs de Lorgies                                            | Lorgies                     |         | 50° 33′ 16″ nord, 2° 48′ 16″ est |                |            |      | Image manquante Téléverser                                                 |
| Chapelle Notre-Dame-du-Rosaire-de-Fatima                                                    | Lorgies                     |         | 50° 34′ 26″ nord, 2° 46′ 36″ est |                |            |      | Chapelle Notre-Dame-du-Rosaire-de-Fatima                                   |
| Chapelle de Lottinghen                                                                      | Lottinghen                  |         | 50° 41′ 03″ nord, 1° 55′ 56″ est |                |            |      | Image manquante Téléverser                                                 |
| Chapelle Notre-Dame-de-Bonsecours de Maintenay                                              | Maintenay                   |         | 50° 22′ 02″ nord, 1° 48′ 39″ est |                |            |      | Chapelle Notre-Dame-de-Bonsecours de Maintenay                             |
| Chapelle Notre-Dame-de-Pitié de Martinpuich                                                 | Martinpuich                 |         | 50° 03′ 12″ nord, 2° 46′ 16″ est |                |            |      | Image manquante Téléverser                                                 |
| Chapelle Sainte-Bertille de Marœuil                                                         | Marœuil                     |         | 50° 19′ 20″ nord, 2° 42′ 32″ est |                |            |      | Chapelle Sainte-Bertille de Marœuil                                        |
| Chapelle Saint-Hubert de Mazingarbe                                                         | Mazingarbe                  |         | 50° 28′ 30″ nord, 2° 43′ 41″ est | « PA00108342 » |            |      | Chapelle Saint-Hubert de Mazingarbe                                        |
| Chapelle Saint-Roch de Mazingarbe                                                           | Mazingarbe                  |         | 50° 28′ 11″ nord, 2° 43′ 07″ est | « PA00108343 » |            |      | Chapelle Saint-Roch de Mazingarbe                                          |
| Chapelle Sainte-Barbe de Cité des Brebis                                                    | Mazingarbe                  |         | 50° 27′ 32″ nord, 2° 43′ 21″ est |                |            |      | Image manquante Téléverser                                                 |
| Chapelle Notre-Dame de Grâce de Mazinghem                                                   | Mazinghem                   |         | 50° 36′ 20″ nord, 2° 25′ 56″ est |                |            |      | Image manquante Téléverser                                                 |
| Chapelle Notre-Dame de Lourdes de Mazinghem                                                 | Mazinghem                   |         | 50° 35′ 55″ nord, 2° 25′ 07″ est |                |            |      | Image manquante Téléverser                                                 |
| Chapelle de Merlimont                                                                       | Merlimont                   |         | 50° 27′ 21″ nord, 1° 36′ 24″ est |                |            |      | Chapelle de Merlimont                                                      |
| Chapelle Notre-Dame-de-Lourdes de Metz-en-Couture                                           | Metz-en-Couture             |         | 50° 04′ 18″ nord, 3° 02′ 52″ est |                |            |      | Image manquante Téléverser                                                 |
| Chapelle Notre-Dame-des-Grâces de Monchy-le-Preux                                           | Monchy-le-Preux             |         | 50° 16′ 24″ nord, 2° 53′ 41″ est |                |            |      | Chapelle Notre-Dame-des-Grâces de Monchy-le-Preux                          |
| Chapelle Saint-Jean de Monchy-le-Preux                                                      | Monchy-le-Preux             |         | 50° 16′ 20″ nord, 2° 53′ 48″ est |                |            |      | Image manquante Téléverser                                                 |
| Chapelle funéraire d'Écoivres                                                               | Mont-Saint-Éloi             |         | 50° 20′ 33″ nord, 2° 40′ 53″ est |                |            |      | Chapelle funéraire d'Écoivres                                              |
| Chapelle Saint-Joseph de Montigny-en-Gohelle                                                | Montigny-en-Gohelle         |         | 50° 26′ 28″ nord, 2° 55′ 42″ est |                |            |      | Chapelle Saint-Joseph de Montigny-en-Gohelle                               |
| Chapelle Saint-Nicolas de l'Hôtel Dieu de Montreuil                                         | Montreuil-sur-Mer           |         | 50° 27′ 52″ nord, 1° 45′ 50″ est |                |            |      | Chapelle Saint-Nicolas de l'Hôtel Dieu de Montreuil                        |
| Chapelle Saint-Simon-et-Saint-Jude de l'hôpital des Orphelins de Montreuil                  | Montreuil-sur-Mer           |         | 50° 27′ 45″ nord, 1° 45′ 52″ est | « PA00108360 » |            |      | Chapelle Saint-Simon-et-Saint-Jude de l'hôpital des Orphelins de Montreuil |
| Chapelle Saint-André-de-Bobola de Méricourt                                                 | Méricourt                   |         | 50° 24′ 16″ nord, 2° 53′ 04″ est |                |            |      | Chapelle Saint-André-de-Bobola de Méricourt                                |
| Chapelle Sainte-Thérèse-de-l'Enfant-Jésus de Méricourt                                      | Méricourt                   |         | 50° 23′ 58″ nord, 2° 52′ 09″ est |                |            |      | Image manquante Téléverser                                                 |
| Chapelle Sainte-Thérèse de Nempont-Saint-Firmin                                             | Nempont-Saint-Firmin        |         | 50° 21′ 20″ nord, 1° 43′ 57″ est |                |            |      | Chapelle Sainte-Thérèse de Nempont-Saint-Firmin                            |
| Chapelle Notre-Dame-de-la-Foi de Neuville-Bourjonval                                        | Neuville-Bourjonval         |         | 50° 04′ 29″ nord, 3° 01′ 59″ est |                |            |      | Image manquante Téléverser                                                 |
| Chapelle Notre-Dame-du-Mont de Nielles-lès-Bléquin                                          | Nielles-lès-Bléquin         |         | 50° 40′ 55″ nord, 2° 00′ 52″ est |                |            |      | Chapelle Notre-Dame-du-Mont de Nielles-lès-Bléquin                         |
| Chapelle de Noreuil                                                                         | Noreuil                     |         | 50° 10′ 04″ nord, 2° 56′ 01″ est |                |            |      | Chapelle de Noreuil                                                        |
| Chapelle Notre-Dame de Liesse de Nœux-lès-Auxi                                              | Nœux-lès-Auxi               |         | 50° 14′ 15″ nord, 2° 10′ 08″ est |                |            |      | Chapelle Notre-Dame de Liesse de Nœux-lès-Auxi                             |
| Chapelle de l'Étoile                                                                        | Oye-Plage                   |         | 50° 59′ 19″ nord, 2° 05′ 10″ est |                |            |      | Chapelle de l'Étoile                                                       |
| Chapelle Saint-Louis de Pittefaux                                                           | Pittefaux                   |         | 50° 45′ 24″ nord, 1° 41′ 07″ est |                |            |      | Chapelle Saint-Louis de Pittefaux                                          |
| Chapelle Notre-Dame-de-Lourdes de Pommera                                                   | Pommera                     |         | 50° 10′ 32″ nord, 2° 26′ 28″ est |                |            |      | Chapelle Notre-Dame-de-Lourdes de Pommera                                  |
| Chapelle Notre-Dame du Sacré-Cœur de Quercamps                                              | Quercamps                   |         | 50° 45′ 27″ nord, 2° 03′ 04″ est |                |            |      | Chapelle Notre-Dame du Sacré-Cœur de Quercamps                             |
| Chapelle Sainte-Thérèse du Verval                                                           | Quesques                    |         | 50° 41′ 55″ nord, 1° 57′ 36″ est |                |            |      | Chapelle Sainte-Thérèse du Verval                                          |
| Chapelle Jésus-Flagellé de Haut-Mainil                                                      | Quœux-Haut-Maînil           |         | 50° 18′ 16″ nord, 2° 06′ 55″ est |                |            |      | Chapelle Jésus-Flagellé de Haut-Mainil                                     |
| Chapelle Notre-Dame-des-Bois de Recques-sur-Hem                                             | Recques-sur-Hem             |         | 50° 50′ 22″ nord, 2° 05′ 43″ est |                |            |      | Chapelle Notre-Dame-des-Bois de Recques-sur-Hem                            |
| Chapelle de Riencourt-lès-Bapaume                                                           | Riencourt-lès-Bapaume       |         | 50° 05′ 17″ nord, 2° 52′ 59″ est |                |            |      | Image manquante Téléverser                                                 |
| Chapelle Saint-Adrien de Rimboval                                                           | Rimboval                    |         | 50° 30′ 30″ nord, 1° 59′ 20″ est |                |            |      | Chapelle Saint-Adrien de Rimboval                                          |
| Chapelle de Robecq                                                                          | Robecq                      |         | 50° 35′ 47″ nord, 2° 33′ 45″ est |                |            |      | Chapelle de Robecq                                                         |
| Chapelle Notre-Dame-du-Bonsecours de Robecq                                                 | Robecq                      |         | 50° 35′ 49″ nord, 2° 32′ 17″ est |                |            |      | Chapelle Notre-Dame-du-Bonsecours de Robecq                                |
| Chapelle Notre-Dame-de-Grâce-des-Pécheurs de Robecq                                         | Robecq                      |         | 50° 35′ 35″ nord, 2° 33′ 37″ est |                |            |      | Chapelle Notre-Dame-de-Grâce-des-Pécheurs de Robecq                        |
| Chapelle de Ruitz                                                                           | Ruitz                       |         | 50° 27′ 59″ nord, 2° 35′ 18″ est |                |            |      | Chapelle de Ruitz                                                          |
| Chapelle Dieu-de-Pitié de Beaussart                                                         | Rumilly                     |         | 50° 35′ 25″ nord, 2° 01′ 25″ est |                |            |      | Image manquante Téléverser                                                 |
| Chapelle Notre-Dame-de-Pitié de Ruyaulcourt                                                 | Ruyaulcourt                 |         | 50° 04′ 54″ nord, 3° 00′ 59″ est |                |            |      | Image manquante Téléverser                                                 |
| Chapelle du cimetière de Sailly-au-Bois                                                     | Sailly-au-Bois              |         | 50° 06′ 59″ nord, 2° 35′ 54″ est |                |            |      | Chapelle du cimetière de Sailly-au-Bois                                    |
| Chapelle du cimetière de Saint-Amand                                                        | Saint-Amand                 |         | 50° 10′ 03″ nord, 2° 33′ 41″ est | « PA00108390 » |            |      | Image manquante Téléverser                                                 |
| Chapelle Notre-Dame de la Paix de Saint-Floris                                              | Saint-Floris                |         | 50° 37′ 41″ nord, 2° 34′ 15″ est |                |            |      | Chapelle Notre-Dame de la Paix de Saint-Floris                             |
| Chapelle Notre-Dame de Grâce de Saint-Floris                                                | Saint-Floris                |         | 50° 37′ 53″ nord, 2° 34′ 51″ est |                |            |      | Image manquante Téléverser                                                 |
| Chapelle du Carmel de Saint-Martin-Boulogne                                                 | Saint-Martin-Boulogne       |         | 50° 43′ 57″ nord, 1° 37′ 52″ est |                |            |      | Image manquante Téléverser                                                 |
| Chapelle de Rosny                                                                           | Saint-Martin-Boulogne       |         | 50° 43′ 29″ nord, 1° 38′ 02″ est |                |            |      | Chapelle de Rosny                                                          |
| Chapelle des Jésuites de Saint-Omer                                                         | Saint-Omer                  |         | 50° 44′ 52″ nord, 2° 15′ 24″ est |                |            |      | Chapelle des Jésuites de Saint-Omer                                        |
| Chapelle des Sœurs noires de Saint-Pol-sur-Ternoise                                         | Saint-Pol-sur-Ternoise      |         | 50° 22′ 53″ nord, 2° 20′ 14″ est | « PA00108425 » |            |      | Chapelle des Sœurs noires de Saint-Pol-sur-Ternoise                        |
| Chapelle des Franciscaines de Saint-Pol-sur-Ternoise                                        | Saint-Pol-sur-Ternoise      |         | 50° 23′ 01″ nord, 2° 20′ 04″ est |                |            |      | Image manquante Téléverser                                                 |
| Chapelle du Saint-Sépulcre de Saint-Pol-sur-Ternoise                                        | Saint-Pol-sur-Ternoise      |         | 50° 22′ 53″ nord, 2° 20′ 30″ est |                |            |      | Image manquante Téléverser                                                 |
| Chapelle Sainte-Marie-Madeleine de Faubourg de Béthune                                      | Saint-Pol-sur-Ternoise      |         | 50° 23′ 02″ nord, 2° 20′ 33″ est |                |            |      | Image manquante Téléverser                                                 |
| Chapelle de l'Hospice de Saint-Venant                                                       | Saint-Venant                |         | 50° 37′ 23″ nord, 2° 32′ 50″ est |                |            |      | Chapelle de l'Hospice de Saint-Venant                                      |
| Chapelle de l'hôpital de Saint-Venant                                                       | Saint-Venant                |         | 50° 37′ 03″ nord, 2° 32′ 17″ est |                |            |      | Image manquante Téléverser                                                 |
| Chapelle de l'Immaculée-Conception de Saint-Venant                                          | Saint-Venant                |         | 50° 37′ 21″ nord, 2° 33′ 31″ est |                |            |      | Chapelle de l'Immaculée-Conception de Saint-Venant                         |
| Chapelle de Saudemont                                                                       | Saudemont                   |         | 50° 14′ 36″ nord, 3° 02′ 11″ est |                |            |      | Chapelle de Saudemont                                                      |
| Chapelle Notre-Dame-de-Lourdes de Saulty                                                    | Saulty                      |         | 50° 12′ 47″ nord, 2° 32′ 38″ est |                |            |      | Chapelle Notre-Dame-de-Lourdes de Saulty                                   |
| Chapelle Notre-Dame-des-Ardents de Seninghem                                                | Seninghem                   |         | 50° 41′ 55″ nord, 2° 03′ 01″ est |                |            |      | Chapelle Notre-Dame-des-Ardents de Seninghem                               |
| Chapelle Hannedouche                                                                        | Servins                     |         | 50° 24′ 29″ nord, 2° 38′ 04″ est | « PA00108431 » |            |      | Chapelle Hannedouche                                                       |
| Chapelle de Servins                                                                         | Servins                     |         | 50° 24′ 59″ nord, 2° 38′ 34″ est |                |            |      | Chapelle de Servins                                                        |
| Chapelle Notre-Dame-du-Sacré-Cœur de Sombrin                                                | Sombrin                     |         | 50° 14′ 15″ nord, 2° 30′ 08″ est |                |            |      | Image manquante Téléverser                                                 |
| Chapelle Notre-Dame-de-Santé de Sorrus                                                      | Sorrus                      |         | 50° 27′ 19″ nord, 1° 42′ 35″ est |                |            |      | Chapelle Notre-Dame-de-Santé de Sorrus                                     |
| Chapelle Saint-Riquier de Sorrus                                                            | Sorrus                      |         | à géolocaliser                   |                |            |      | Chapelle Saint-Riquier de Sorrus                                           |
| Chapelle Jonglez de Ligne de Souchez                                                        | Souchez                     |         | 50° 23′ 26″ nord, 2° 44′ 09″ est |                |            |      | Image manquante Téléverser                                                 |
| Chapelle Saint-Martin de Nielles                                                            | Thérouanne                  |         | 50° 37′ 51″ nord, 2° 14′ 51″ est |                |            |      | Chapelle Saint-Martin de Nielles                                           |
| Chapelle Saint-Louis de Guémy                                                               | Tournehem-sur-la-Hem        |         | 50° 48′ 32″ nord, 2° 01′ 04″ est |                |            |      | Chapelle Saint-Louis de Guémy                                              |
| Chapelle Notre-Dame-de-la-Forêt de Tournehem-sur-la-Hem                                     | Tournehem-sur-la-Hem        |         | 50° 46′ 05″ nord, 2° 02′ 44″ est |                |            |      | Chapelle Notre-Dame-de-la-Forêt de Tournehem-sur-la-Hem                    |
| Chapelle de Vaudricourt                                                                     | Vaudricourt                 |         | 50° 29′ 57″ nord, 2° 37′ 33″ est |                |            |      | Chapelle de Vaudricourt                                                    |
| Chapelle Saint-Roch de Vaulx                                                                | Vaulx                       |         | 50° 16′ 15″ nord, 2° 06′ 05″ est | « PA00108436 » |            |      | Image manquante Téléverser                                                 |
| Chapelle Saint-Omer anciennement église Saint-Omer de Vraucourt                             | Vaulx-Vraucourt             |         | 50° 09′ 15″ nord, 2° 54′ 04″ est |                |            |      | Image manquante Téléverser                                                 |
| Chapelle Notre-Dame-de-la-Miséricorde de Gournay                                            | Verchocq                    |         | 50° 33′ 16″ nord, 2° 03′ 47″ est |                |            |      | Image manquante Téléverser                                                 |
| Chapelle Notre-Dame-de-Lourdes de Vermelles                                                 | Vermelles                   |         | 50° 29′ 10″ nord, 2° 44′ 27″ est |                |            |      | Image manquante Téléverser                                                 |
| Chapelle castrale Saint-Mathieu de Villers-Châtel                                           | Villers-Châtel              |         | 50° 22′ 38″ nord, 2° 35′ 18″ est |                |            |      | Image manquante Téléverser                                                 |
| Chapelle funéraire des Hauteclocque de Wail                                                 | Wail                        |         | 50° 20′ 45″ nord, 2° 07′ 21″ est |                |            |      | Chapelle funéraire des Hauteclocque de Wail                                |
| Chapelle Notre-Dame-de-la-Bonne-Mort de Wailly-Beaucamp                                     | Wailly-Beaucamp             |         | 50° 24′ 52″ nord, 1° 43′ 39″ est |                |            |      | Chapelle Notre-Dame-de-la-Bonne-Mort de Wailly-Beaucamp                    |
| Chapelle Notre-Dame-de-la-Salette de Wailly-Beaucamp                                        | Wailly-Beaucamp             |         | 50° 24′ 48″ nord, 1° 43′ 55″ est |                |            |      | Chapelle Notre-Dame-de-la-Salette de Wailly-Beaucamp                       |
| Chapelle en briques à Wambercourt                                                           | Wambercourt                 |         | à géolocaliser                   |                |            |      | Chapelle en briques à Wambercourt                                          |
| Chapelle en pierre à Wambercourt                                                            | Wambercourt                 |         | 50° 25′ 41″ nord, 2° 01′ 23″ est |                |            |      | Chapelle en pierre à Wambercourt                                           |
| Chapelle de l'EHPAD Ave Maria de Wardrecques                                                | Wardrecques                 |         | 50° 42′ 34″ nord, 2° 20′ 41″ est |                |            |      | Image manquante Téléverser                                                 |
| Chapelle du Cœur-Immaculé-de-Marie de Westrehem                                             | Westrehem                   |         | 50° 32′ 42″ nord, 2° 20′ 40″ est |                |            |      | Chapelle du Cœur-Immaculé-de-Marie de Westrehem                            |
| Chapelle Sainte-Godeleine de Wierre-Effroy                                                  | Wierre-Effroy               |         | 50° 47′ 34″ nord, 1° 45′ 07″ est |                |            |      | Chapelle Sainte-Godeleine de Wierre-Effroy                                 |
| Chapelle Saint-Laurent de Wingles                                                           | Wingles                     |         | 50° 29′ 49″ nord, 2° 52′ 23″ est |                |            |      | Chapelle Saint-Laurent de Wingles                                          |
| Chapelle de l'abbaye Saint-Paul de Wisques                                                  | Wisques                     |         | 50° 43′ 42″ nord, 2° 11′ 13″ est |                |            |      | Image manquante Téléverser                                                 |
| Chapelle paroissiale à l'abbaye Saint-Paul de Wisques                                       | Wisques                     |         | 50° 43′ 42″ nord, 2° 11′ 09″ est |                |            |      | Image manquante Téléverser                                                 |
| Chapelle de la maison Notre-Dame des Franciscaines d'Éleu-dit-Leauwette                     | Éleu-dit-Leauwette          |         | 50° 25′ 01″ nord, 2° 49′ 03″ est |                |            |      | Chapelle de la maison Notre-Dame des Franciscaines d'Éleu-dit-Leauwette    |
| Chapelle Notre-Dame-des-Neiges de Ganspette                                                 | Éperlecques                 |         | 50° 49′ 01″ nord, 2° 10′ 20″ est |                |            |      | Image manquante Téléverser                                                 |
| Chapelle Notre-Dame-de-Pitié d'Étrun                                                        | Étrun                       |         | 50° 18′ 58″ nord, 2° 41′ 04″ est | « PA00108274 » |            |      | Chapelle Notre-Dame-de-Pitié d'Étrun                                       |
| Chapelle d'Évin-Malmaison                                                                   | Évin-Malmaison              |         | 50° 26′ 22″ nord, 3° 01′ 48″ est |                |            |      | Image manquante Téléverser                                                 |